# Tempestade tropical Iba
A tempestade tropical Iba se tornou a primeira tempestade tropical a ser registrada na bacia do Atlântico Sul desde a tempestade tropical Anita em 2010, e a primeira tempestade tropical nomeada após a criação da lista de nomes de ciclones tropicais do Atlântico Sul pelo Centro de Hidrografia da Marinha do Brasil em 2011. Se formou como uma depressão tropical durante uma monção em 23 de março de 2019, na costa da Bahia. No dia 24 de março, a depressão ganhou força e se tornou uma Tempestade Tropical, nomeada "Iba" pelo Centro de Hidrografia da Marinha do Brasil. Nesta data os ventos máximos eram de 35 nós (~ 65 km/h) e a pressão central estimada em 1008 hpa. No dia 27 de março, a tempestade perdeu força e foi reclassificada novamente como depressão tropical. Em 28 de março, o fenômeno perdeu as suas características de ciclone tropical e se transformou em um centro de baixa pressão em alto-mar.